# Petros Mantalos
Petros Mantalos (Komotini, 31 de agosto de 1991) é um futebolista grego que atua como meia. Atualmente defende o AEK Atenas.

## Carreira

### Xanthi
Petros Mantalos se profissionalizou no Xanthi, em 2009.

### AEK Atenas
Petros Mantalos se transferiu para o AEK Atenas, em 2014.

## Títulos
AEK Atenas
- Superliga Grega: 2017–18